# Blonde for a Day
Pour plus de détails, voir Fiche technique et Distribution.
Blonde for a Day est un film américain réalisé par Sam Newfield, sorti en 1946.
Le film a pour principaux interprètes Hugh Beaumont, Kathryn Adams et Cy Kendall. Il s'agit de la troisième des cinq réalisations consacré aux aventures du détective privé Mike Shayne et produite par la Producers Releasing Corporation avec Hugh Beaumont dans le rôle principal.

## Synopsis
Le journaliste Dillingham Dilly Smith (Richard Fraser) écrit plusieurs articles à charge accusant la police et pointant son incapacité à résoudre une série de meurtres. Il échappe finalement de peu à une tentative d'assassinat et se tourne vers le détective privé Michael Shayne (Hugh Beaumont) pour le protéger et poursuivre son enquête.

## Fiche technique
- Titre original : Blonde for a Day
- Réalisation : Sam Newfield
- Scénario : Fred Myton d'après le personnage du détective privé Mike Shayne de Brett Halliday
- Photographie : Jack Greenhalgh
- Montage : Holbrook N. Todd (en)
- Musique : Leo Erdody (en)
- Décors : Harry Reif
- Direction artistique : Edward C. Jewell
- Producteur : Sigmund Neufeld
- Société de production : Sigmund Neufeld Productions
- Société de distribution : Producers Releasing Corporation
- Pays d'origine : États-Unis
- Format : Noir et blanc
- Genre cinématographique : Film policier, film noir
- Durée : 68 minutes
- Date de sortie :
  - États-Unis : 10 juin 1946

## Distribution
- Hugh Beaumont : le détective privé Michael Shayne
- Kathryn Adams : Phyllis Hamilton
- Cy Kendall : détective Pete Rafferty
- Paul Bryar (it) : Tim Rourke
- Marjorie Hoshelle : Helen Porter
- Charles C. Wilson : Will Gentry
- Richard Fraser : Dillingham 'Dilly' Smith
- Mauritz Hugo (en) : Hank Brenner
- Sonia Sorel : Muriel Bronson
- Frank Ferguson : Walter Bronson
- Claire Rochelle : Minerva Dickens

Et, parmi les acteurs et actrices non crédités :
- Lynton Brent (en)
- Harry Depp

## À noter
- Entre 1946 et 1947, la compagnie PRC produit une série de cinq films consacrés aux aventures du détective privé Mike Shayne créé par le romancier américain Brett Halliday. Ce personnage est interprété par Hugh Beaumont et ce film est le troisième de la série. Une précédente série fut produite par la 20th Century Fox entre 1940 et 1942 avec Lloyd Nolan dans le rôle principal.